# Гроттаммаре
Гроттамма́ре (итал. Grottammare) — коммуна в Италии, располагается в регионе Марке, в провинции Асколи-Пичено.
Находится на реке Тезино у её впадения в Адриатическое море. Занимает площадь 18 км². Почтовый индекс — 63013. Телефонный код — 0735.
Покровителем коммуны почитается святой Патерниан, празднование 10 июля.

## Демография
Население составляет 15286 человек (2008 г.), плотность населения составляет 866 чел./км².
Динамика населения:

## Администрация коммуны
- Официальный сайт: http://www.comune.grottammare.ap.it/